# Survivors of the Flux
Survivors of the Flux (Los supervivientes del Flujo), con el prefijo "Capítulo Cinco" o "Flux", es el quinto episodio de la decimotercera temporada de la serie británica de ciencia ficción Doctor Who, emitido originalmente el 28 de noviembre de 2021 por BBC One. Fue escrito por el productor ejecutivo Chris Chibnall y dirigido por Azhur Saleem. Presenta la quinta parte de seis de la temporada colectivamente conocida como Doctor Who: Flux.
El episodio está protagonizado por Jodie Whittaker como la Decimotercer Doctor, junto a Mandip Gill y John Bishop como sus compañeros Yasmin Khan y Dan Lewis, respectivamente; además de marcar el regreso de Jemma Redgrave como Kate Stewart, líder de UNIT y presentar un cameo de voz del antiguo personaje de la serie clásica, el Brigadier Lethbridge-Stewart, interpretado por Nicholas Courtney (fallecido en 2011).

## Sinopsis
Los ángeles llorosos transportan a la Doctor a una nave espacial dirigida por Awsok (Barbara Flynn), líder de la División (Once, Upon Time), que está ordenando a un Ood crear el evento final del Flujo. Awsok explica a la Doctor la participación de la División en el desarrollo del universo, mientras la nave espacial viaja a otro universo, como una "bóveda de semillas" que contiene restos del universo donde se encuentra la Tierra. Awsok culpa a la Doctor por destruir ese universo ya que ella desertó e interfirió con el trabajo de la División. Por lo tanto, la División diseñó el Flujo para matar a la Doctor. Awsok se revela a sí misma como Tecteun, la gallifreyana que encontró a la joven Doctor junto a un agujero de gusano y la crio como parte de la raza de los Señores del Tiempo (The Timeless Children). La Doctor culpa a Tecteun por robarle una vida que podría haber sido, pero Tecteun responde que la Doctor hace lo mismo cuando ella toma acompañantes. Tecteun revela la posesión de un reloj de bolsillo con los recuerdos perdidos de la Doctor.
Dan, Yaz y Jericho (Kevin McNally) viajan por todo el mundo en 1904 para intentar descubrir el fin de la fecha del mundo, evadiendo a innumerables asesinos. Un ermitaño nepalí (Kammy Darweish) sugiere que deberían reunirse con Karvanista (Craige Els); dejándole un mensaje en la Gran Muralla China. Sin embargo, éste no puede viajar en el tiempo, por lo que no puede responder. El trío encuentra a Joseph Williamson (Steve Oram) y los misteriosos túneles que cavó debajo de Liverpool. Williamson había descubierto varias puertas que conducen a varios períodos de tiempo y ubicaciones.
En 1958, un general le pide a la Gran Serpiente, que se hace llamar "Prentis", que ayude a formar UNIT. Se integra en el liderazgo de UNIT a lo largo de las décadas, eliminando potenciales amenazas para él. En 2017, cuando Prentis decide cerrar la unidad, Kate Stewart (Jemma Redgrave) se da cuenta de su engaño y amenaza con exponerlo. Después de un intento fallido de asesinato, ella se esconde. Con UNIT eliminada, en 2021 Prentis ordena que se bajen las defensas de la Tierra, invitando a una segunda invasión Sontaran.
Cuando una nave Lupari rompe el escudo de la Tierra, Karvanista recuerda la nave Lupari perdida, que ha sido robada por Bel (Thaddea Graham), interrumpiendo su plan de viajar a la fuente de la señal del Pasajero. Con Karvanista a bordo, las fuerzas de Sontaran atacan el barco de Bel. Vinder (Jacob Anderson) persigue la señal, pero llega demasiado tarde. Encuentra supervivientes secuestrados que Swarm (Sam Spruell) y Azure (Sandall Rochenda) desintegran para utilizarlos como fuente de energía. Swarm captura a Vinder en un Pasajero, donde conoce a Diane (Nadia Albina).
Swarm y Azure llegan a la nave espacial de la División y planean vengarse de la División que los había encarcelado. Swarm desintegra a Tecteun y se acerca a la Doctor para hacer lo mismo.

## Producción

### Desarrollo
Survivors of the Flux fue escrito por el productor ejecutivo Chris Chibnall.

### Casting
La temporada es la tercera que presenta a Jodie Whittaker como la Decimotercer Doctor y a Mandip Gill como Yasmin Khan. John Bishop se unió al elenco de la serie como Dan Lewis. Jemma Redgrave volvió a su papel recurrente de Kate Stewart, habiendo estado ausente de la serie desde el episodio doble The Zygon Invasion/The Zygon Inversion de 2015. El episodio también contó con un cameo de voz fuera de la pantalla de Nicholas Courtney, usando audio de archivo, interpretando al Alastair Lethbridge-Stewart, el padre del personaje de Redgrave.

### Filmación
Azhur Saleem dirigió el segundo bloque, que comprendió el tercer, quinto y sexto episodios de la serie.

## Emisión y recepción
Survivors of the Flux se emitió el 28 de noviembre de 2021. El episodio sirve como la quinta parte de una historia de seis partes, titulada Flux.

### Calificaciones
El episodio fue visto por 3,82 millones de espectadores.